# Товарнур
Товарну́р (рос. Товарнур, марій. Товарнур) — присілок у складі Сернурського району Марій Ел, Росія. Входить до складу Чендемеровського сільського поселення.

## Населення
Населення — 38 осіб (2010; 38 у 2002).
Національний склад (станом на 2002 рік):
- марі — 95 %